# Poeciloneta petrophila
Poeciloneta petrophila là một loài nhện trong họ Linyphiidae.
Loài này thuộc chi Poeciloneta. Poeciloneta petrophila được Andrei V. Tanasevitch miêu tả năm 1989.